# Chetan Eknath Chitnis
Chetan Eknath Chitnis (* 3. April 1961) ist ein indischer Wissenschaftler auf dem Gebiet der Malariaforschung. Er leitet die Arbeitsgruppe Malaria Parasite Biology and Vaccines Unit am Institut Pasteur in Paris.

## Ausbildung
Chetan Chitnis studierte sowohl am Indian Institute of Technology Mumbai (Master of Science in Physik 1983), als auch an der Rice University in Houston (Master of Arts in Physik 1985). Im Jahr 1991 wurde er an der University of California, Berkeley zum Doctor of philosophy (PhD) promoviert. Nach seiner Promotion arbeitete er von 1991 bis 1995 als Fogarty International Fellow  am National Institutes of Health in Bethesda (Maryland). Im Jahr 1996  erhielt er einen Ruf als Principal investigator der Malaria-Arbeitsgruppe des International Centre for Genetic Engineering and Biotechnology in Neu-Delhi. 2014 wurde er zum neuen Leiter der Arbeitsgruppe Malaria Parasite Biology and Vaccines Unit (Biologie und Impfungen des Malariaparasiten) am Institut Pasteur in Paris ernannt.
Chetan Chitnis hat über 100 internationale wissenschaftliche Artikel veröffentlicht und hält drei Patente zu Malariaimpfungen.

## Forschungsschwerpunkte
Chetan Chitnis und seine Arbeitsgruppe erforschen die molekular- und zellbiologischen Aspekte der Wirt-Parasit-Interaktion des Malariaparasiten Plasmodium spp. Dabei beschäftigt sich die Arbeitsgruppe besonders mit den molekularen Signalprozessen während des Eindringens und Austretens der Malariaerreger aus dem roten Blutzellen. Ein weiterer Fokus der Arbeit liegt auf der Entwicklung eines Malariaimpfstoffs. Die Veröffentlichungen von Chitnis und seiner Arbeitsgruppe haben zum besseren Verständnis der Entwicklung von Antikörpern in Plasmodium spp. und der Interaktion von Plasmodium-Bindeproteinen und dem Duffy-Antigen der Erythrocyten beigetragen.

## Ehrungen
- 2014 Elected Fellow, Indian National Science Academy, New Delhi[4]
- 2011 Biotechnology Person of the Year, Biospectrum[5]
- 2010 Infosys Prize for Life Sciences[6]
- 2009 Distinguished Alumnus Award, Indian Institute of Technology (I.I.T.), Bombay[7]
- 2008 Elected Fellow, Indian Academy of Sciences, Bangalore[8]
- 2007–2012 Tata Innovation Fellow[2]
- 2004 Shanti Swaroop Bhatnagar Prize in Medical Sciences (CSIR, India)[9]
- 2000–2005 International Senior Research Fellow (The Wellcome Trust, UK)[10]
- 2000–2005 International Research Scholar (Howard Hughes Medical Institute, USA)[11]
- 2000 M. O. T. Iyengar Award for Research on Malaria (ICMR, India)[12]
- 1997 B. N. Singh Memorial Award (Indian Society of Parasitology)[13]
- 1995 Young Investigator Award (American Society for Microbiology)[14]
- 1991–1995 Fogarty International Fellow (National Institutes of Health, Bethesda)[2]
- 1990–1991 Abraham Rosenberg Research Fellow (University of California, Berkeley)[2]
- 1989–1990 University of California Regents’ Fellow (University of California, Berkeley)[2]
- 1989–1990 Henry Kaiser Fellow (University of California, Berkeley)[2]